# Dżudajdat al-Wadi
Dżudajdat al-Wadi (arab. جديدة الوادي) – miejscowość w Syrii, w muhafazie Damaszek. W 2004 roku liczyła 5227 mieszkańców.